# Medusa Rondanini
La Medusa Rondanini és la millor còpia en marbre de l'hel·lenisme tardà o de la Roma d'August del cap de Medusa. Hi apareix més humanitzada i bella que el grotesc cap apotropaic de Medusa que va aparéixer com el Gorgoneu sota l'ègida d'Atena. L'estàtua es troba ara a la Gliptoteca de Munic, Alemanya, perquè el rei Lluís I de Baviera, amant de l'art, la va comprar als hereus del marqués Rondanini, durant el seu Grand Tour per Itàlia com a príncep.

## Història
La Medusa Rondanini s'havia mostrat abans al Palazzo Rondanini, a la banda superior de la via del Corso, a Roma, on el gran historiador de l'art Johann Joachim Winckelmann la va passar per alt, potser distret per la Pietat Rondanini de Michelangelo Buonarroti en la mateixa col·lecció. Va ser molt admirada per Goethe, que restà impressionat per la seua "indescriptible i angoixada mirada de mort" i va dir d'ella, quan va cridar l'atenció dels historiadors de l'art per primera vegada al 1786, que "simplement saber que una obra així podria crear-se i que encara existeix en el món em fa el doble de persona que era". Quan Antonio Canova realitzà un Perseu en marbre amb el cap de Medusa (1798-1801), per a substituir l'Apol·lo de Belvedere enviat al París napoleònic, fou la Medusa Rondanini la que feu de model per al cap de la gorgona a la mà estesa de Perseu.

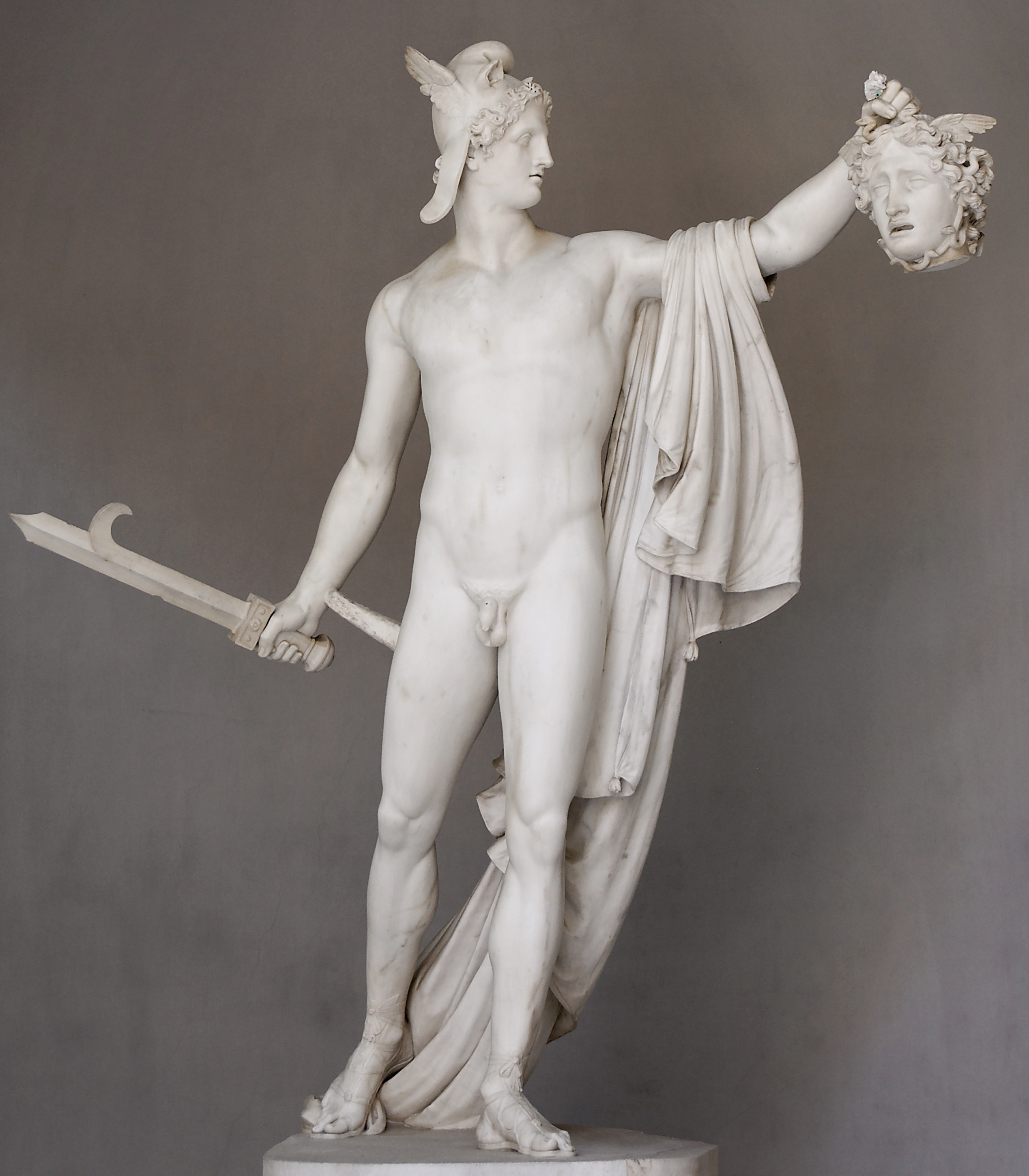
Perseu amb el cap de Medusa, d'Antonio Canova, 1798-1801, Museus Vaticans, Roma

La Medusa Rondanini pot ser una còpia romana d'una obra clàssica del segle V abans de la nostra era, un model atribuït a un escultor atenés de l'època de Fídies. També pot haver estat modelada a partir d'una obra hel·lenística classicista de finals del segle iv aC. Si fos del segle v aC, ha assenyalat Janer Danforth Belson, seria la primera del tipus "gorgona bella" que apareix en l'art grec en més d'un segle, i no té paral·lel en cap representació contemporània del cap de Medusa. Martin Robertson, seguint l'atribució de Furtwängler a Fídies, comentà que seria poc probable que el bell rostre de Medusa es juxtaposàs amb el bell rostre de la dea, i que la seua gorgona conservava la temible aparença arcaica.
Janer Danforth Belson argumenta que el seu model en fou el Gorgoneion sobre una ègida de bronze daurat que era un exvot d'Antíoc IV i que el penjaren al mur de contenció sud de l'Acròpolis d'Atenes al voltant del 170 ae, i fou assenyalat per Pausànias a la fi el segle ii.

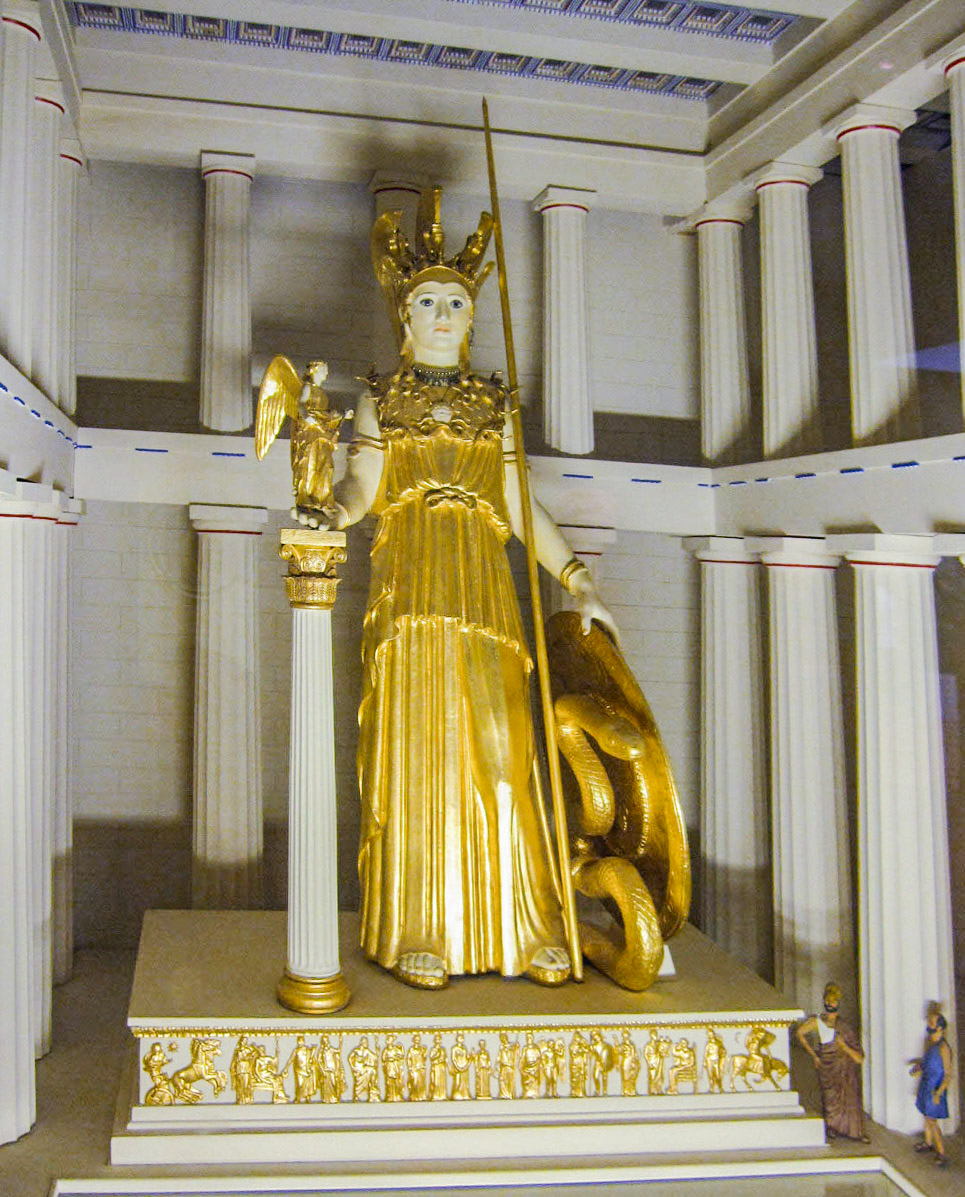
Rèplica de Pal·las Atena Pàrtenos

S'han registrat altres sis rèpliques antigues del mateix prototipus, aparentment de bronze, cap d'elles d'aquesta qualitat. L'original subjacent, probablement de metall, s'associa a una obra clàssica grega del segle v abans de la nostra era assignada a Fídies o a un artista contemporani seu. Se sol citar l'escut de Pal·las Atena, al centre del qual hi havia el cap de Medusa. D'altra banda, es debat si el tipus podria repetir un model hel·lenístic de finals del segle III o principis del II ae. Antíoc -o Antíoc IV- segons Pausànias (1,21,3) va donar una ègida d'or amb un gorgoneion al Teatre de Dionís d'Atenes. Segons aquesta opinió minoritària, aquest gorgoneion hauria estat un model per al tipus de la Medusa Rondanini.